# Sainte-Eulalie-en-Royans
 Sainte-Eulalie-en-Royans  là một xã thuộc tỉnh Drôme trong vùng Auvergne-Rhône-Alpes đông nam nước Pháp.